# Ilario Filiberto Pateri
Ilario Filiberto Pateri (Torino, 12 agosto 1807 – Torino, 1º maggio 1884) è stato un politico italiano.

## Biografia
Avvocato, divenne poi docente universitario di diritto canonico e istituzioni di diritto romano. Fu deputato del Regno di Sardegna per sei legislature, eletto nel collegio di Moncalieri.